# Pedro Gual Escandón

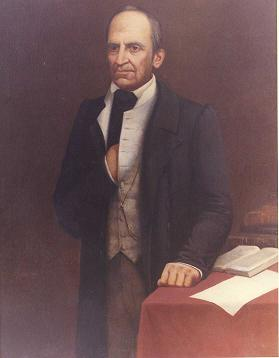
Pedro Gual Escandon

Pedro Gual Escandon (Caracas, 17 de janeiro de 1783 — Guayaquil, 6 de maio de 1862) foi um diplomático e político venezuelano, presidente da Venezuela.